# Fairmount (Géorgie)
Pour les articles homonymes, voir Fairmount.
Fairmount est une ville américaine située dans le comté de Gordon, en Géorgie. Selon le recensement de 2020, sa population est de 772 habitants.